# Douglas R. Hofstadter
Douglas Richard Hofstadter, ameriški kognitivni znanstvenik, * 15. februar 1945, New York, Združene države Amerike. 
Ukvarja se s pomenom in smislom pojma "Jaz", zavestjo, umetnostjo, prevajanjem, matematiko in fiziko. Njegova najbolj znana knjiga je Gödel, Escher, Bach: An Eternal Golden Braid, prvič izdana leta 1979. Zanjo je dobil Pulitzerjevo nagrado in nacionalno književno nagrado za znanost. Nagrajen je bil tudi za knjigo I Am a Strange Loop, ki je bila izdana leta 2007.

## Življenje
Douglas Richard Hofstadter se je rodil leta 1945 znanemu Nobelovemu nagrajencu iz fizike Robertu Hofstadterju in Nancy Givan Hofstadter. Kljub rojstvu v New Yorku je večino odraščanja preživel na kampusu stanfordske univerze v Kaliforniji, kjer je učil njegov oče. Leto dni je živel tudi v Ženevi, kjer se je začel zanimati za jezike in se tudi naučil govoriti francosko. Že v otroštvu so ga zanimale znanstvene vede. V srednji šoli in na univerzi se je njegovo zanimanje za znanost samo še povečalo. Poleg znanosti, pa se je začel zanimati tudi za umetnost, jezikoslovje in glasbo. Njegova najljubša skladatelja sta Chopin in Bach. Po diplomi s stanfordske univerze je med letoma 1965 in 1966 živel v Evropi nato pa se je vrnil v ZDA in začel študirati matematiko v Berkeleyu v Kaliforniji. Kmalu je izgubil ljubezen za matematiko, saj se mu je zdela preveč abstraktna in omejena. Prekinil je s študijem in se v začetku leta 1968 vpisal na Univerzo Oregona, kjer je matematiko zamenjal za teoretično fiziko in iz nje leta 1976 tudi doktoriral. Nekaj let je bil pomočnik profesorja računalništva na Univerzi Indiane, trenutno pa na isti univerzi tudi poučuje.
Hofstadter je bil poročen z Carol Ann Brush, do njene smrti leta 1985. Z njo je imel dva otroka Dannyja in Monico. Njegova knjiga Le Ton beau de Marot je posvečena umrli ženi in otrokoma, ki sta bila ob smrti matere stara le pet in dve leti. Leta 2012 se je ponovno poročil, tokrat z Beofen Lin.

## Filozofija
Hofstadter je človek številnih prepričanj in idej, ki so sprejete na različne načine. Jasno na primer zavrača predvidevanja tehnološke singularnosti. To je hipotetičen trenutek v prihodnosti človeštva, ko se bo umetna inteligenca začela sama razvijati in bo drastično spremenila tehnologijo in kulturo. Organiziral je številne javne razprave na številnih univerzah na temo umetne inteligence, kjer je izrazil svoje dvome o omenjeni tehnološki singularnosti.
Sam se počuti neprijetno ob računalniški kulturi klub temu, da je velik del njegovih oboževalcev navdušen nad tehnologijo. Veseli ga, da njegova dela navdihujejo študente, da začenjajo kariere na področju računalništva in umetne inteligence, vendar ga osebno računalniki ne zanimajo. Rad ima estetiko, zato v delih drugih mislecev ceni enostavnost, jasnost, eleganco in njihov trud razložiti skrite ideje na najbolj enostaven a razumljiv način. Po teh načelih skuša pisati tudi svoja dela. Hofstadter je zaradi svojih prepričanj in iz sočutja vegetarijanec.

## Umetnost
Hofstadterjevo oboževanje umetnosti in lepote ga spremlja že celo življenje, tako znotraj kot zunaj poklica. Poleg poezije ima rad tudi matematične vzorce in fraktale, različne vrste črk in zvočne vzorce. Celo sam je rekel, da živi z eno nogo v svetu umetnosti, z drugo nogo pa v svetu znanosti. Imel je celo nekaj svojih del razstavljenih v različnih univerzitetnih galerijah. Med njegova dela spadajo velike zbirke različnih pisav ter ambigramov. To so grafične upodobitve tekstov, ki ostanejo enake, če jih prezrcalimo ali zavrtimo. Zaradi ljubezni do glasbe je napisal celo nekaj del, večino za klavir, nekaj pa tudi za klavir in vokal. Ta dela je izdal pod naslovom DRH/JJ. Zavzet je tudi za jezike, saj poleg maternega jezika angleščine, tekoče govori še francosko in italijansko. S svojimi otroci se celo pogovarja v italijanščini. Učil se je tudi nemščino, ruščino, španščino, švedščino, mandarinščino, nizozemščino, poljščino in hindijščino.

## Dela
Napisal je veliko knjig in člankov, v številnih delih pa je samo sodeloval. Pisal je med drugim tudi kolumne. Ko je Martin Gardner prenehal pisati kolumno za revijo Scientific America, ga je nasledil Hofstadter. Naslov njegove kolumne je bil Metamagical Themas anagram Gardnerjevega naslova Mathematical Games. Kolumno je imel med letoma 1981 in 1983, teme kolumne pa so se ves čas razlikovale. Ena od tem je bila tudi razmišljanje o slabih učinkih seksističnega jezika. Tej temi je posvetil tudi dve poglavji knjige Metamagical Themas.
Na številnih področjih so njegova odkritja in ideje postale zelo znane. Med njimi je na primer Hofstadterjev metulj. To je matematični objekt v fiziki, ki opisuje teoretično obnašanje elektronov v magnetnem polju. Odkril ga je leta 1976. Ime je dobil po izgledu, saj zgleda kot simetrični metulj sestavljen iz fraktalov. Zelo znane so tudi Hofstadterjeve točke. To so posebne točke v vsakem trikotniku. Obstaja več točk, vendar so vse v središču trikotnika. Med vsemi točkami sta najbolj zanimivi Hofstadterjeva nič-točka in Hofstadterjeva ena-točka. Njegovo najbolj znano odkritje pa je Hofstadterjev zakon.

### FARG
Hofstadter je veliko truda vložil tudi v skupino FARG (Fluid Analogies Research Group). Je vodja te skupine, ki se ukvarja z raziskovanjem konceptov in kognitivnostjo. Zadnjih 25 let so »FARGonavti« ustvarili številne računalniške modele človeških konceptov. Napredek je viden, vendar jih vseeno čaka še dolga pot, saj je razvoj teh modelov zelo počasen. Zelo zanimiv mu je človeški um oziroma predvsem njegove napake, ki mu omogočajo bližji vpogled v človeške možgane, zavest in mehanizme ustvarjalnosti. 

### Hofstadterjev zakon
Hofstadterjev zakon je del njegove knjige Gödel, Escher, Bach: An Eternal Golden Braid. Zakon je trditev, ki označuje težavnost napovedovanja časa, potrebnega, da opravimo nalogo znatne zapletenosti.
Hofstadterjev zakon: »Stvari vedno trajajo dlje, kot si računal, tudi če si v predvidevanjih upošteval Hofstadterjev zakon.«
Velikokrat je relevanten, ko je govora o tehnikah za izboljšanje produktivnosti. Dobro izraža težavo ocenjevanja časa za dokončanje kompleksne naloge. Prvič je bil predstavljen v povezavi z računalniki, ki so igrali šah. Takrat je Hofstadter rekel: »Na začetku razvoja računalniškega šaha so ljudje ocenili, da bo po 10 letih računalnik oziroma program postal svetovni prvak. Ampak po desetih letih se je zdelo kot, da je dan, ko bo računalnik postal svetovni prvak še vedno oddaljen 10 let.« Po njegovih besedah naj bi bil to samo še en dokaz za Hofstadterjev zakon.

## Seznam del

### Knjige
- Ambigrammi: un microcosmo ideale per lo studio della creatività (1987)
- Eugene Onegin: A Novel In Verse (2000)
- Fluid Concepts and Creative Analogies  (1995)
- Gödel, Escher, Bach: an Eternal Golden Braid (1979)
- I Am a Strange Loop (2007)
- Le Ton beau de Marot (1997)
- Metamagical Themas (Zbirka znanstvenih ameriških rubrik in drugih esejev s pripisi, začetek osemdesetih.)
- Rhapsody on a Theme by Clement Marot  (1995)
- Surfaces and Essences: Analogy as the Fuel and Fire of Thinking  (2013)
- The Discovery of Dawn (2007)
- That Mad Ache &  Translator, Trader: An Essay on the Pleasantly Pervasive Paradoxes of Translation (2009)

### Knjige prevedene v slovenščino
Oko duha : fantazije in refleksije o jazu in duši / zbrala in uredila Douglas R. Hofstadter in Daniel C. Dennett, Ljubljana : Mladinska knjiga, 1990 

### Članki
- Analogy as the Core of Cognition, The Analogical Mind: Perspectives from Cognitive Science, Cambridge, MA: The MIT Press/Bradford Book, 2001, pp. 499–538.
- A non-deterministic approach to analogy, involving the Ising model of ferromagnetism, The Physics of Cognitive Processes. Teaneck, NJ: World Scientific, 1987.
- Energy levels and wave functions of Bloch electrons in rational and irrational magnetic fields, Phys. Rev. B (1976)
- On seeing A's and seeing As, Stanford Humanities Review Vol. 4, No. 2 (1995) pp. 109–121.
- Speechstuff and thoughtstuff: Musings on the resonances created by words and phrases via the subliminal perception of their buried parts, Of Thoughts and Words: The Relation between Language and Mind. Proceedings of the Nobel Symposium 92, London/New Jersey: World Scientific Publ., 1995, 217–267.
- To Err is Human; To Study Error-making is Cognitive Science, Michigan Quarterly Review, Vol. XXVIII, No. 2, 1989, pp. 185–215.
- Hofstadter je pravtako napisal več kot 50 člankov, ki so jih objavili v centru za raziskave o konceptih in dognanjih.

### Druga dela, v katerih je sodeloval
- A. Hodges. Alan Turing: The Enigma (Hofstadter je napisal uvod.)
- A. R. Burks. 2003. Who invented the computer? The legal battle that changed computing history. (Hofstadter napisal predgovor.)
- A. Seckel . 2004. Masters of Deception: Escher, Dalí & the Artists of Optical Illusion  (Hofstadter napisal predgovor.)
- C. Teuscher., Alan Turing: Life and Legacy of a Great Thinker  (Hofstadter uredil.)
- E. Nagel in J. R. Newman. 2002. Gödel's Proof (Hofstadter uredil.)
- J. Hill. 2004. Jason Salavon: Brainstem Still Life (Hofstadter napisal uvod.)
- J. M. Jauch. Are Quanta Real? A Galilean Dialogue (Hofstadter je napisal predgovor.)
- P. Kanerva. 1988. Sparse Distributed Memory
- S. Roberts. 2006. King of Infinite Space: Donald Coxeter, the Man Who Saved Geometry  (Hofstadter napisal predgovor.)